# Glaucotes yuccivorus
Glaucotes yuccivorus är en skalbaggsart som först beskrevs av Henry Clinton Fall 1907.  Glaucotes yuccivorus ingår i släktet Glaucotes och familjen långhorningar. Inga underarter finns listade i Catalogue of Life.